# Бургастай
Бургаста́й (бур. Бургаастай) — улус в Селенгинском районе Бурятии. Входит в сельское поселение «Новоселенгинское».

## География
Расположен в южной части хребта Моностой, в степном распадке Бургастай (от бур. бургааhан — «кустарник, ивняк, мелкий березник» и -тай — формант принадлежности), выходящем к юго-западу в падь Цаган-Жалга (Белая падь), по которой в 4,5 км от улуса проходит Кяхтинский тракт.
Расстояние до центра сельского поселения, посёлка Новоселенгинск, — 8 км на юго-запад; до районного центра, города Гусиноозёрск, — 22 км на северо-запад.

## Население
| 2002 | 2010 |
| ---- | ---- |
| 152  | ↘96  |

## Инфраструктура
Начальная общеобразовательная школа.